# Estação Pedro Aguirre Cerda
A Estação Presidente Pedro Aguirre Cerda é uma das estações do Metrô de Santiago,  situada em Santiago, entre a Estação Lo Valledor e a Estação Franklin. Faz parte da Linha 6.
Foi inaugurada em 2 de novembro de 2017. Localiza-se no cruzamento da Avenida Carlos Valdovinos com a Avenida Club Hípico. Atende a comuna de Pedro Aguirre Cerda.